# Villa Mantero
Villa Mantero är en ort i Argentina.   Den ligger i provinsen Entre Ríos, i den centrala delen av landet, 250 km norr om huvudstaden Buenos Aires. Villa Mantero ligger 46 meter över havet och antalet invånare är 1 526.
Terrängen runt Villa Mantero är mycket platt. Runt Villa Mantero är det glesbefolkat, med 19 invånare per kvadratkilometer.. Närmaste större samhälle är Basavilbaso, 12,7 km väster om Villa Mantero.
Trakten runt Villa Mantero består till största delen av jordbruksmark.